# Sveti Pahomij
Pahomij (tudi Paho), puščavnik in svetnik, * 287, † 346.
Pahomius je najbolj znan kot ustanovitelj prvega krščanskega samostana, ki je bil v Egiptu. Goduje 9. maja.